# Valentino (film 1977)
Valentino è un film del 1977 diretto da Ken Russell.
Pellicola di produzione  anglo-statunitense con protagonisti Rudol'f Nureev, Michelle Phillips e Leslie Caron.

## Trama
Basandosi sul libro Valentino, an Intimate Exposé of the Sheik di Brad Steiger e Chaw Mank, il visionario Ken Russell racconta la vita del famoso attore del muto Rodolfo Valentino, dal suo fortunato esordio al burrascoso matrimonio, fino alla sua drammatica e improvvisa fine, avvenuta a causa di una peritonite nel 1926.

## Citazioni
Il film è costruito in maniera simile a Quarto potere di Orson Welles: parte dal funerale del divo e, attraverso la testimonianza di varie donne che lo hanno conosciuto e che vanno a rendere omaggio alla salma, ricostruisce la vita dell'attore, dimostrando – esattamente come in Quarto potere – che tutti coloro che lo hanno avvicinato ne hanno ricavato una impressione diversa, ma nessuno è riuscito a cogliere i suoi intimi desideri. Dal finto cinegiornale iniziale alla scena finale della morte (che svela il sogno non realizzato di Rodolfo Valentino, similmente alla slitta di Citizen Kane), vari sono i riferimenti diretti al capolavoro di Orson Welles.